# Koningspoort (Kaliningrad)
De Koningspoort (Russisch: Королевские ворота, Korolevskie vorota; Duits: Königstor) in Kaliningrad, het voormalige Koningsbergen, is een van de voormalige zes stadspoorten die in de 19de eeuw gebouwd werden.

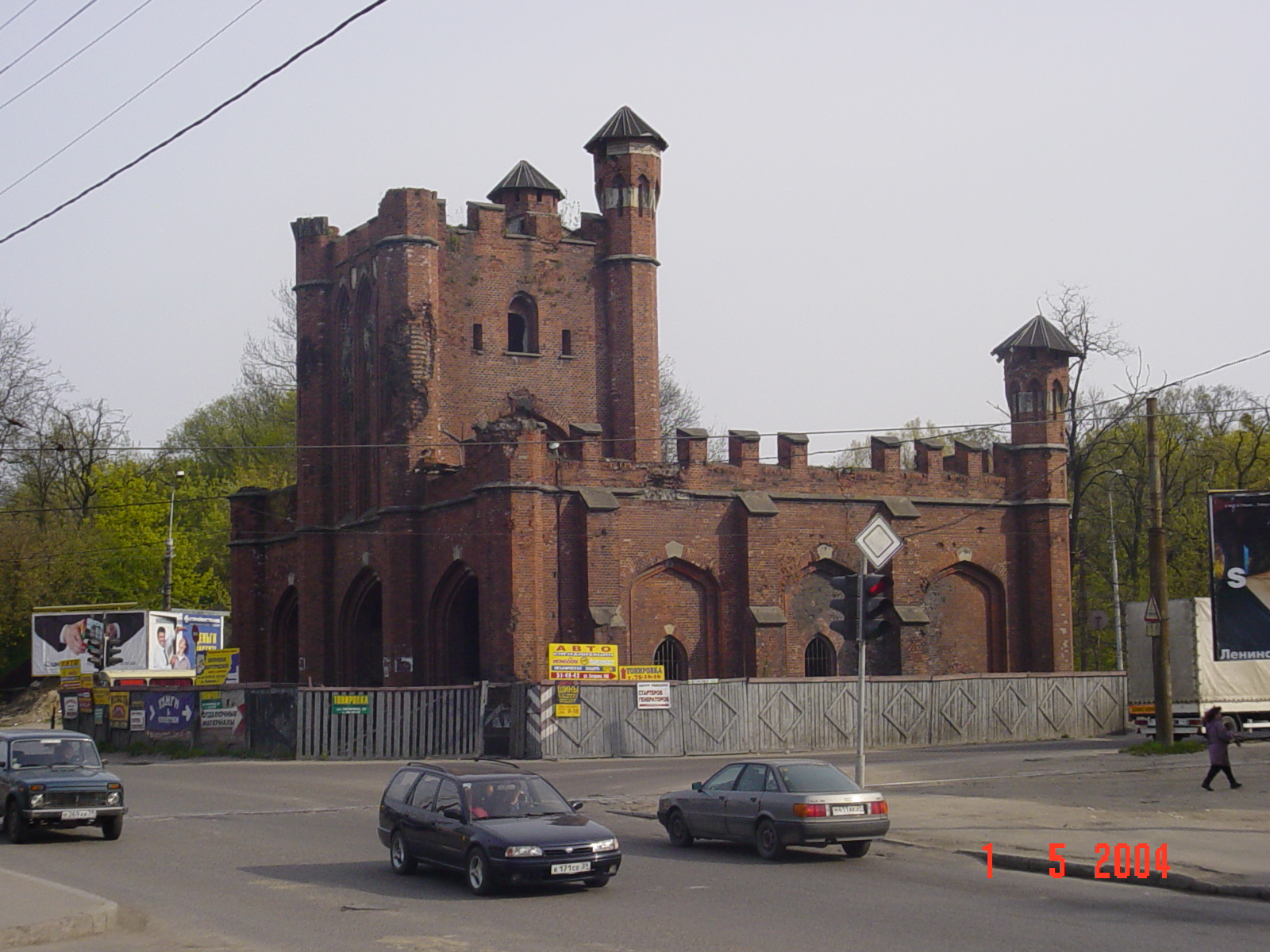
Koningspoort in 2004, vlak voor de renovatie.

## Architectuur
Het ontwerp voor de poort is afkomstig van Friedrich August Stüler. De westgevel werd met drie zandstenen beelden van de beeldhouwer Wilhelm Stürmer bekroond. Op negen meter hoogte staat links koning Ottokar II van Bohemen, aan wie Koningsbergen zijn naam dankt. In het midden staat kuurvorst Frederik III van Brandenburg, hij kroonde zich in 1701 tot de eerste koning van Pruisen. Rechts waakt Albrecht van Brandenburg-Ansbach over de stad. Hij was de stichter van het hertogdom Pruisen, maar ook die van de universiteit Albertina. Onder de figuren zijn de wapens van Samland en Natangen afgebeeld.

## Beschadiging en renovatie
Tijdens de Tweede Wereldoorlog werd de stadspoort zwaar beschadigd. In hun eerste overwinningsroes hadden de Sovjet-soldaten de hoofden van de figuren geslagen. Tijdens het 750-jarig bestaan van de stad in juli 2005 werd de Koningspoort gebruikt als het officiële symbool van het stadsjubileum. Men besloot om de Koningspoort te restaureren. Een paar maanden voor de officiële start van de jubileumfestiviteiten was de Koningspoort nog in een desolate toestand. Binnen een korte tijd werd het in oude Ordensarchitectuur opgerichte bouwwerk uit de 19de eeuw gerestaureerd. Daarbij keerden ook de in 1945 verminkte beelden compleet terug op de gevel.